# Ford Aerostar
Ford Aerostar (fɔrt aˑərostaː) — перший мінівен компанії Ford, створений в 1986 році. Модель і до сьогоднішніх днів користується великою популярністю в США. Всього існувало два покоління моделі. Основна роль цього автомобіля — індивідуальний і сімейний транспорт (вміщує до 7 пасажирів). У гамі були надані версії з подовженою колісною базою і восьмимісним салоном. Фахівці високо оцінили Ford Aerostar через підвищену комфортність і високий рівень безпеки та захищеності пасажирів з водієм в разі лобового зіткнення. Ford Aerostar випускався більше десяти років, в 1997 році його зняли з виробництва.

## Особливості

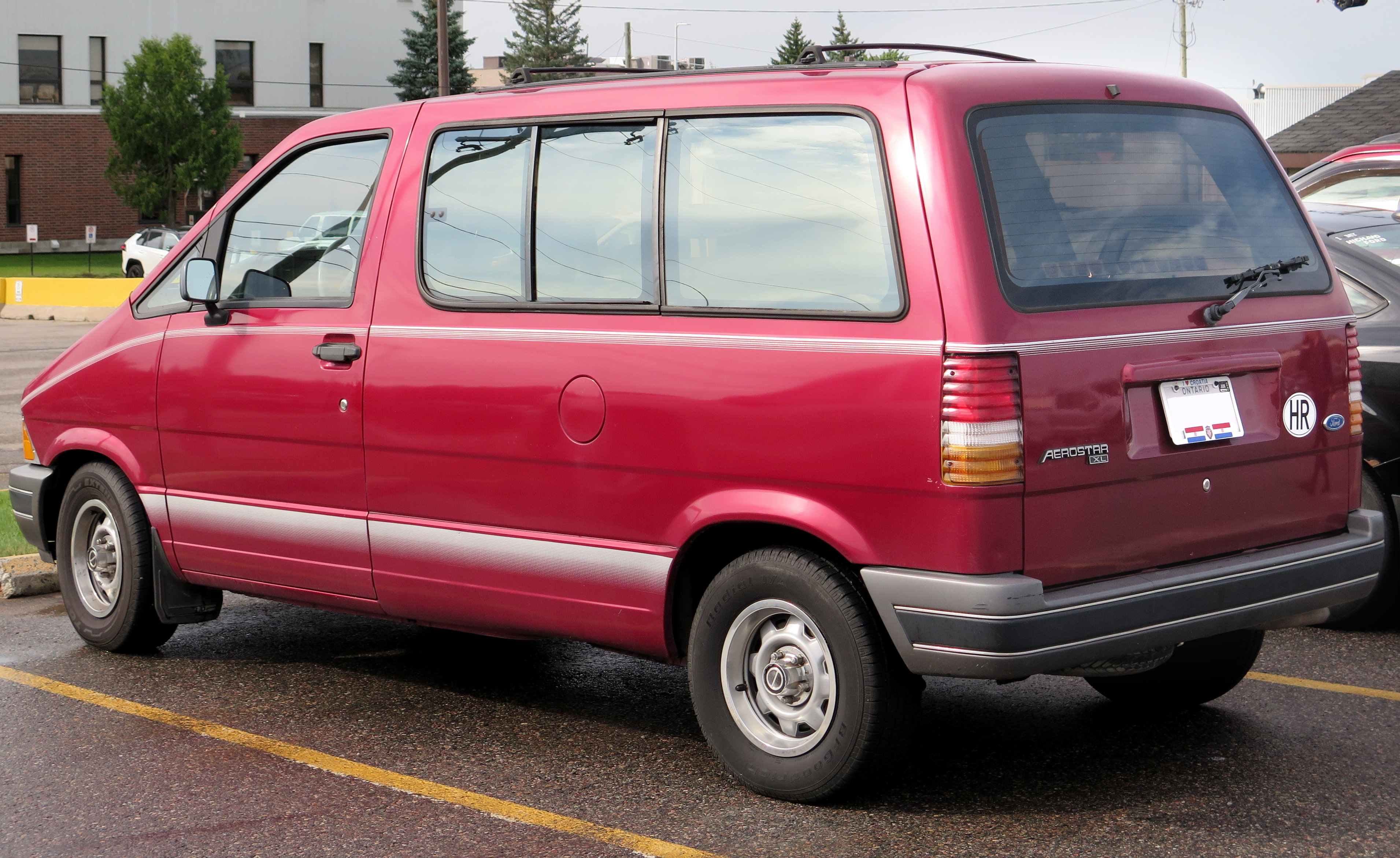

Видається звуковий сигнал при відкриванні дверей, якщо в замку все ще присутній ключ запалювання або хтось забув вимкнути світло. По всьому салону передбачено наявність різних скриньок, заглиблень і сіток для речей, висувні підстаканники і полички для їжі в дорозі. Для задніх пасажирів передбачено управління приймачем і обігрівом.

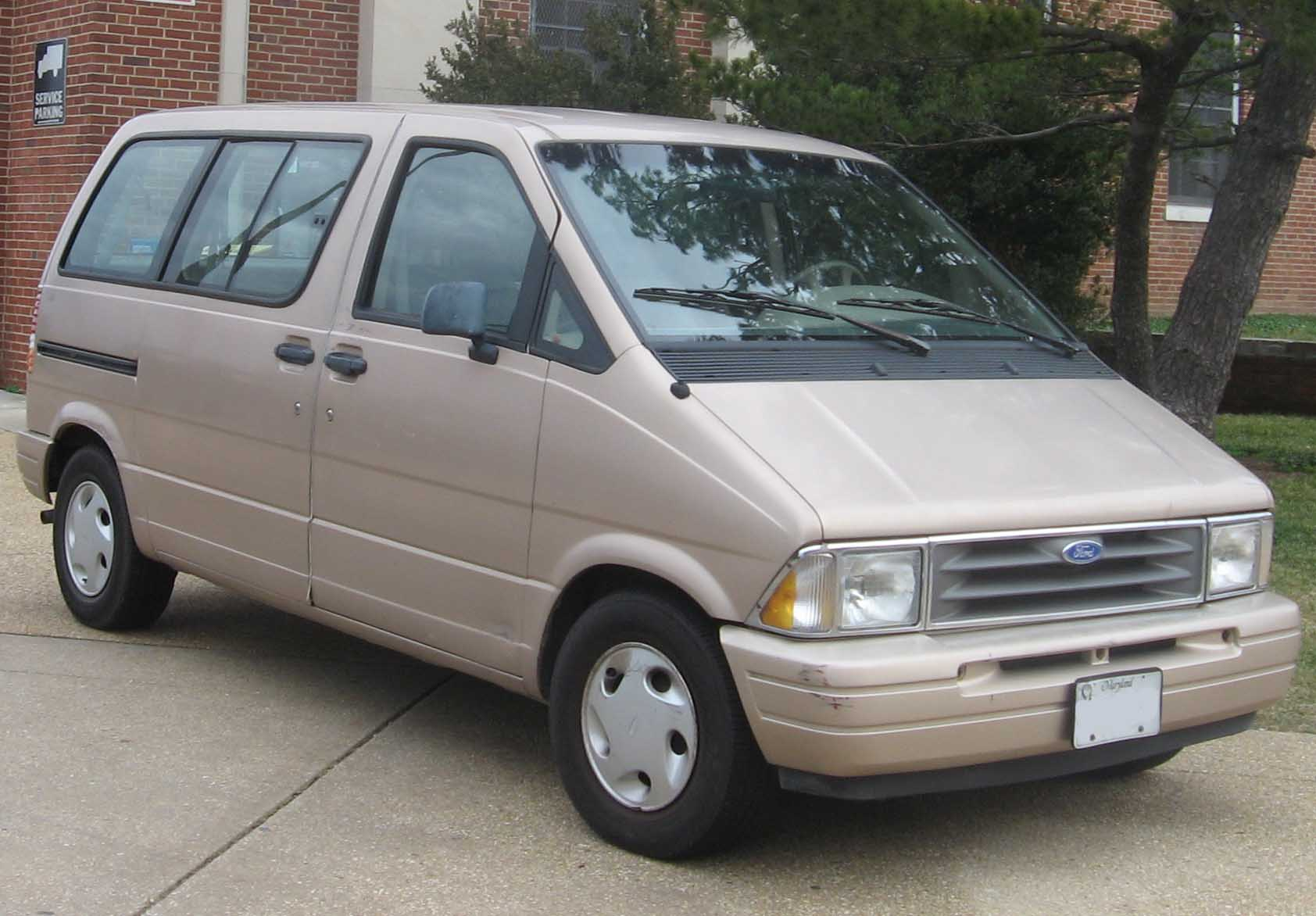
Ford Aerostar (1992–1997)

Сидіння водія і переднього пасажира м'які з відкидними підлокітниками, а ззаду знаходяться два ряди знімних сидінь: 1 ряд - на дві особи, 2-й ряд - на три. Виходять задні пасажири через бічні двері, що відкриваються назад. Машина має гарні властивості універсальності салону, обладнання та оздоблення, наприклад задні сидіння знімаються однією людиною протягом п'яти хвилин, а для зручності водія все перемикачі та регулятори з підсвічуванням, в тому числі і ключ замка запалювання.
У більш ранніх моделях Aerostar до 1990 року, відсутні електрорегулювання стекол і дзеркал.

## Двигуни
- 2.3 л Lima Р4 100 к.с.
- 2.8 л Cologne V6 115 к.с.
- 3.0 л Vulcan V6 145 к.с.
- 4.0 л Cologne V6 160 к.с.